# Konstytucja (chemia)
Konstytucja cząsteczek chemicznych jest definiowana przez liczbę i rodzaj atomów oraz liczbę i rodzaj wiązań chemicznych, które je z sobą łączą. 
Związki chemiczne posiadające tę samą liczbę i rodzaj atomów, ale inaczej połączonych nie mają tej samej konstytucji i dlatego nazywa się je izomerami konstytucyjnymi. Nie wszystkie związki chemiczne, które posiadają tę samą konstytucję są identyczne, gdyż posiadają inną konfigurację przestrzenną lub konformację.
Istnieją różne metody pozwalające na ustalenie konstytucji związków chemicznych:
- spektroskopia IR umożliwia zidentyfikowanie określonych typów wiązań chemicznych = np. C=N czy C=C
- spektrometria mas daje wgląd w schemat fragmentacji cząsteczki, co umożliwia ustalenie z jakich grup atomów się ona składała
- spektroskopia NMR pozwala określić wzajemne położenie atomów w przestrzeni oraz dostarcza pośrednio informacji o tym jak są one z sobą połączone
- rentgenografia strukturalna umożliwia bezpośrednią i jednoznaczną analizę pełnej konstytucji związków chemicznych, jednak wymaga ona posiadania odpowiednio dużych monokryształów tych związków.